# Media 100
Media 100 är ett icke-linjärt videoredigeringssystem som ingår i produktutbudet från företaget Boris FX. Media 100 finns i två versioner, en som delvis bygger på en kombination av hårdvara och mjukvara samt en version som är enbart mjukvarubaserad. Senaste version är 8.2 släppt år 2005.